# Lophosia imbecilla
Lophosia imbecilla là một loài ruồi trong họ Tachinidae.